# Austrachelas incertus
Austrachelas incertus är en spindelart som beskrevs av Lawrence 1938. Austrachelas incertus ingår i släktet Austrachelas och familjen flinkspindlar. Inga underarter finns listade.